# Timandra rigida
Timandra rigida là một loài bướm đêm trong họ Geometridae.